# Un invincible été
Un invincible été è un cortometraggio del 2024 diretto da Arnaud Dufey.

## Trama
Deciso a perdere la propria verginità, il sedicenne Clément scarica Grindr e, fingendosi maggiorenne, organizza un incontro con il ventiquattrenne Naël. Quando i due si incontrano e cominciano a entrare in intimità, vengono interrotti dalle richieste di aiuto di Angelo, il vicino di Clémenet.

## Distribuzione
Il cortometraggio è stato presentato alla 74ª edizione del Festival internazionale del cinema di Berlino il 20 febbraio 2024.

## Riconoscimenti
- 2024 – Festival internazionale del cinema di Berlino[2]
  - In concorso per l'Orso di cristallo per il miglior cortometraggio
  - In concorso per il Teddy Award